# Molí de vent i d'aigua
El Molí de vent i d'aigua és una obra de Fontanilles (Baix Empordà) inclosa a l'Inventari del Patrimoni Arquitectònic de Catalunya.

## Descripció
Molí de vent de secció circular d'uns vuit metres d'alçada, construït a principis del segle XX per aprofitar l'aigua que queda embassada en aquesta zona, anomenada també zona de l'estany d'Ullastret,(quan plou queden tots aquests terrenys inundats d'aigua), i convertir-la en electricitat.
Actualment està en desús, àdhuc li manquen els braços que el feien funcionar.
Està construït amb totxos massissos.